# Elezioni generali in Niger del 2004
Le elezioni generali in Niger del 2004 si tennero il 16 novembre (primo turno) e il 4 dicembre (secondo turno).

## Risultati

### Elezioni presidenziali
| Candidati                  | Partiti                                            | I turno   | I turno | II turno  | II turno |
| Candidati                  | Partiti                                            | Voti      | %       | Voti      | %        |
| -------------------------- | -------------------------------------------------- | --------- | ------- | --------- | -------- |
| Mamadou Tandja             | Movimento Nazionale per la Società dello Sviluppo  | 990 353   | 40,68   | 1 506 591 | 65,53    |
| Mahamadou Issoufou         | Partito Nigerino per la Democrazia e il Socialismo | 598 184   | 24,57   | 792 476   | 34,47    |
| Mahamane Ousmane           | Convenzione Democratica e Sociale                  | 425 053   | 17,46   |           |          |
| Amadou Cheiffou            | Raggruppamento Social Democratico                  | 154 416   | 6,34    |           |          |
| Moumouni Adamou Djermakoye | Alleanza Nigerina per la Democrazia e il Progresso | 147 692   | 6,07    |           |          |
| Hamid Algabid              | Raggruppamento per la Democrazia e il Progresso    | 118 883   | 4,88    |           |          |
| Totale                     | Totale                                             | 2 434 581 | 100     | 2 299 067 | 100      |

### Elezioni parlamentari
| Liste                                              | Voti      | %     | Seggi |
| -------------------------------------------------- | --------- | ----- | ----- |
| Movimento Nazionale per la Società dello Sviluppo  | 849 365   | 37,13 | 47    |
| Convenzione Democratica e Sociale                  | 397 628   | 17,38 | 22    |
| Partito Nigerino per la Democrazia e il Socialismo | 314 810   | 13,76 | 17    |
| Raggruppamento Social Democratico                  | 163 369   | 7,14  | 7     |
| Raggruppamento per la Democrazia e il Progresso    | 149 825   | 6,55  | 6     |
| Alleanza Nigerina per la Democrazia e il Progresso | 124 843   | 5,46  | 5     |
| PNDS - UNI - UDR                                   | 66 931    | 2,93  | 2     |
| PNDS - PPN-RDA - PNA                               | 61 997    | 2,71  | 4     |
| PNDS - PPN-RDA                                     | 42 526    | 1,86  | 2     |
| Partito per il Socialismo e la Democrazia in Niger | 29 905    | 1,31  | 1     |
| PMT-ANDP                                           | 18 971    | 0,83  | –     |
| Movimento per l'Unità e il Riassetto della Nazione | 13 603    | 0,59  | –     |
| Sawaba                                             | 13 006    | 0,57  | –     |
| Altri <10.000 voti                                 | 41 031    | 1,79  | –     |
| Totale                                             | 2 287 810 | 100   | 113   |

#### Riepilogo per circoscrizione elettorale
| Circoscrizione       | MNSD    | CDS     | PNDS    | RSD     | RDP     | ANDP    | PSDN   | Altri | Totale    |
| -------------------- | ------- | ------- | ------- | ------- | ------- | ------- | ------ | --- | --------- |
| Regione di Agadez    | 18.676  | 8.225   | 12.735  | 4.059   | 9.733   |         |        | - UDSN (944) - PUND (1.950)                                                                                | 56.322    |
| Bilma                | 1.790   | 400     |         | 2.336   |         |         |        | | 4.526     |
| Regione di Diffa     | 31.568  | 13.023  | 8.332   |         |         |         | 8.884  | - RSD-RDP (1.291) - PDP (2.811)                                                                            | 65.909    |
| N'Gourti             | 1.949   | 4.392   | 1.536   |         |         |         |        | - RSD-RDP (54)                                                                                             | 7.931     |
| Regione di Dosso     | 86.478  | 38.571  |         | 9.179   | 35.427  | 84.622  |        | - PNDS - PPN-RDA (42.526) - Sawaba (2.059) - MPSP (6.136)                                                  | 304.998   |
| Regione di Maradi    | 143.617 | 82.245  |         | 52.431  | 14.800  |         | 9.982  | - PNDS - PPN-RDA - PNA (61.997) - Sawaba (4.117) - PMT-ANDP (12.384) - Indipendente (7.613) - UPDP (4.442) | 393.628   |
| Bermo                | 3.655   |         | 4.460   |         | 272     |         |        | | 8.387     |
| Regione di Tahoua    | 150.378 | 69.805  | 204.034 | 49.717  | 52.431  |         |        | - UDSN (4.950) - PCP (4.731)                                                                               | 536.046   |
| Tassara              | 1.820   | 26      | 2.225   |         | 40      |         |        | - MURNA (24)                                                                                               | 4.135     |
| Regione di Tillabéri | 272.640 | 52.642  |         | 11.732  |         | 30.122  |        | - PNDS - UNI - UDR (66.931) - MURNA (13.579)                                                               | 460.737   |
| Banibangou           | 5.930   | 86      | 4.878   |         | 13.091  | 148     |        | | 11.042    |
| Bankilare            | 6.699   | 4.871   | 1.286   |         |         |         |        | | 12.856    |
| Torodi               | 11.980  | 2.877   | 2.884   | 590     | 445     | 1.258   |        | | 20.034    |
| Regione di Zinder    | 76.513  | 109.943 | 50.773  | 33.325  | 23.566  |         | 11.039 | - Sawaba (5.820) - PMT-ANDP (6.587)                                                                        | 317.566   |
| Tesker               | 233     | 2.030   | 2.084   |         | 20      | 65      |        | | 4.432     |
| Niamey               | 35.439  | 8.492   | 19.583  |         |         | 8.628   |        | - Sawaba (1.010) - RSD-RDP (4.507) - UDR (1.602)                                                           | 79.261    |
| Totale               | 849.365 | 397.628 | 314.810 | 163.369 | 149.825 | 124.843 | 29.905 | 258.065 | 2.287.810 |